# HD 74395
HD 74395，又名BD-06 2708，SAO 136221、HR 3459，是一颗恒星，视星等为4.62，位于銀經233.29，銀緯20.97，其B1900.0坐标为赤經8h 38m 45.7s，赤緯-6° 20.97′ 25″。